# Nodar Dzhordzhikiya
Nodar Konstantinovich Dzhordzhikiya (georgiano:ნოდარ ჯორჯიკია, cirílico:Нодар Константинович Джорджикия) (Kutaisi, 15 de novembro de 1921 — 1 de junho de 2008) foi um basquetebolista georgiano e soviético que integrou a Seleção Soviética na conquista da Medalha de Prata disputada nos XV Jogos Olímpicos de Verão em 1952 realizados em Helsínquia na Finlândia. 